# Le Hézo
Le Hézo (bret. Hezoù) – miejscowość i gmina we Francji, w regionie Bretania, w departamencie Morbihan.
Według danych na rok 1990 gminę zamieszkiwało 408 osób, a gęstość zaludnienia wynosiła 83 osoby/km² (wśród 1269 gmin Bretanii Le Hézo plasuje się na 880. miejscu pod względem liczby ludności, natomiast pod względem powierzchni na miejscu 1024.).